# Cascade des Sept Chutes
La cascade des Sept Chutes (en portugais : Salto de Sete Quedas) sur le Paraná était la plus importante chute d'eau au monde jusqu'en 1982, lorsqu'elle fut inondée à la suite de la construction du barrage d'Itaipu. Son débit moyen était un des plus élevés au monde, à 13 000 m3/s avec un record enregistré à 49 550 m3/s, soit cinq fois plus que les débits moyen et record des chutes du Niagara.

## Histoire
Jusqu'au XVIe siècle, la région n'était habitée que par des tribus indigènes. Lors de la colonisation européenne du continent, le territoire portugais s'étendait sur la rive gauche du fleuve Paraná alors que le territoire espagnol s'étendait sur sa rive droite. En 1554, Asuncion s'intéressa aux deux rives du fleuve pour en contrôler le transport fluvial mais ne parvint jamais à en garder le contrôle. Domingo Martínez de Irala, gouverneur du Paraguay fit fonder Ontiveros dans la région des chutes. Des milliers d'indiens Guaraní et une soixantaine d'espagnols y vivaient alors. 
La ville de Guairá fut ensuite fondée tout près des chutes, historiquement appelées chutes du Canendiyu, nom d'un leader guaraní. Les chutes furent alors renommées en cascade de Guaira, avant d'obtenir leur nom final lors de l'accord des frontières entre le Brésil et le Paraguay après la guerre de la Triple Alliance. Les différents noms sont encore utilisés, selon les langues.

## Description
La cascade des Sept Chutes était en fait un ensemble de sept groupes de chutes qui regroupaient 19 cascades principales et près de 300 chutes mineures. Incomparables en hauteur avec la cascade de Salto Ángel, on pouvait néanmoins y observer un débit d'eau supérieur à n'importe quelle autre chute au monde.
Il est souvent indiqué, à tort, que la plus haute des cascades mesurait 120 mètres. Ces 120 mètres de dénivelé étaient en réalité répartis au long de 30 kilomètres de rapides incluant les chutes. La plus haute des cascades mesurait en fait 40 mètres.

## Engloutissement
Les régimes du Paraguay et du Brésil s'entendirent en 1973 pour ériger le barrage d'Itaipu et produire ainsi suffisamment d'énergie pour subvenir à 90 % des besoins paraguayens et 20 % des besoins brésiliens en électricité. La question environnementale ne fut abordée qu'à l'arrivée de l'Argentine à la table des négociations, mais seulement parce que la libération du réservoir du barrage aurait pu inonder la capitale argentine. Les sporadiques manifestations de mécontentement populaire et les rares articles de journaux ne seront pas suffisants pour infléchir les positions des différents gouvernements. La construction du barrage commença en 1975.
L'afflux massif de touristes avant la destruction du lieu fut à l'origine de l'accident d'un pont suspendu en bois le 17 janvier 1982, tuant 80 personnes. Le réservoir du barrage commença à se remplir le 13 octobre 1982. Les chutes furent entièrement englouties le 27 octobre 1982. Afin de faciliter le transport sur le lac artificiel, le gouvernement brésilien fit dynamiter les rares éléments encore au-dessus de l'eau, ne laissant plus aucune chance de voir un jour renaître les Sept Chutes.
L'UNESCO a intégré les chutes d'Iguazú à son patrimoine en 1984, soit deux ans seulement après la disparition définitive de la cascade des Sept Chutes.